# カーター・ジェンキンス
カーター・ジェンキンス（Carter Jenkins, 1991年9月4日 - ）は、アメリカ合衆国出身の俳優。

## 出演作品

### 映画
- ライフ・イズ・ワン!ダフル（プレストン・プライス）※テレビ映画
- がんばれ!ベアーズ ニュー・シーズン（ジョーイ・ブロック）
- 屋根裏のエイリアン（トム・ピアソン）
- バレンタインデー（アレックス・フランクリン）
- ナイトライト 死霊灯（クリス）
- アフター -砕かれる心- After We Fell（2021年、ロバート役）
- アフター -幸せの行方- After Ever Happy（2022年、ロバート役）

### テレビ
- WITHOUT A TRACE/FBI 失踪者を追え!
- ジミー・キンメル・ライブ!
- Scrubs〜恋のお騒がせ病棟
- エバーウッド 遥かなるコロラド
- Surface（マイルズ・バーネット）
- CSI:ニューヨーク
- LOST
- 4400 未知からの生還者
- Dr.HOUSE
- CSI:マイアミ
- Viva Laughlin（ジャック・ホールデン）
- ライ・トゥ・ミー 嘘の瞬間
- チョーズン:選択の行方
- ザ・フォロイング（プレストン・タナー）
- マッドメン
- アクエリアス 刑事サム・ホディアック
- FAMOUS IN LOVE（レイナー・デボン）
- ドゥーム・パトロール